# Cyathus striatus
Cyathus striatus (William Hudson, 1778 ex Carl Ludwig Willdenow, 1787), din încrengătura Basidiomycota în familia Nidulariaceae și de genul Cyathus, este o ciupercă necomestibilă  și saprofagă ce descompune resturi vegetale, numită în popor cupița pământului, ferdela pământului, muierța pământului sau cuib de pasăre. Specia comună și răspândită în România, Basarabia și Bucovina de Nord crește, de la câmpie la munte, în grupuri compacte sau împrăștiat. Se poate găsi în păduri de conifere, de foioase și mixte pe fragmentele de lemn căzute aflate în descompunere, buturugi, crenguțe în special de arin, stejar, fag, pin, pe conuri de molid și adesea pe mulci, dezvoltând acolo foarte multe exemplare. Preferă habitatele umede de la marginea pădurilor, locurile umbrite și rariștile de pădure. Timpul apariției este din iunie până în decembrie.

## Istoric
Specia a fost descrisă deja devreme, odată de faimosul  Carl von Linné drept Peziza lentifera  în 1753 și odată de cunoscutul savant Jacob Christian Schäffer ca Peziza hirsuta în 1774.
Dar s-a hotărât, că numele binomial arte să fie Peziza striata, determinat de micologul englez (William Hudson în cartea sa Flora anglica - exhibens plantas per Regnum Britanniæ sponte cescentes din anul 1778 care a fost transferat la genul  Cyathus sub păstrarea epitetului prin botanistul și medicul german Carl Ludwig Willdenow, de verificat în lucrarea sa Florae Berolinensis prodromus din 1787.
Taxonul lui Willdenow este cel aplicat până în prezent (2019). Toate celelalte sinonime nu sunt folosite și astfel neglijabile.

## Descriere

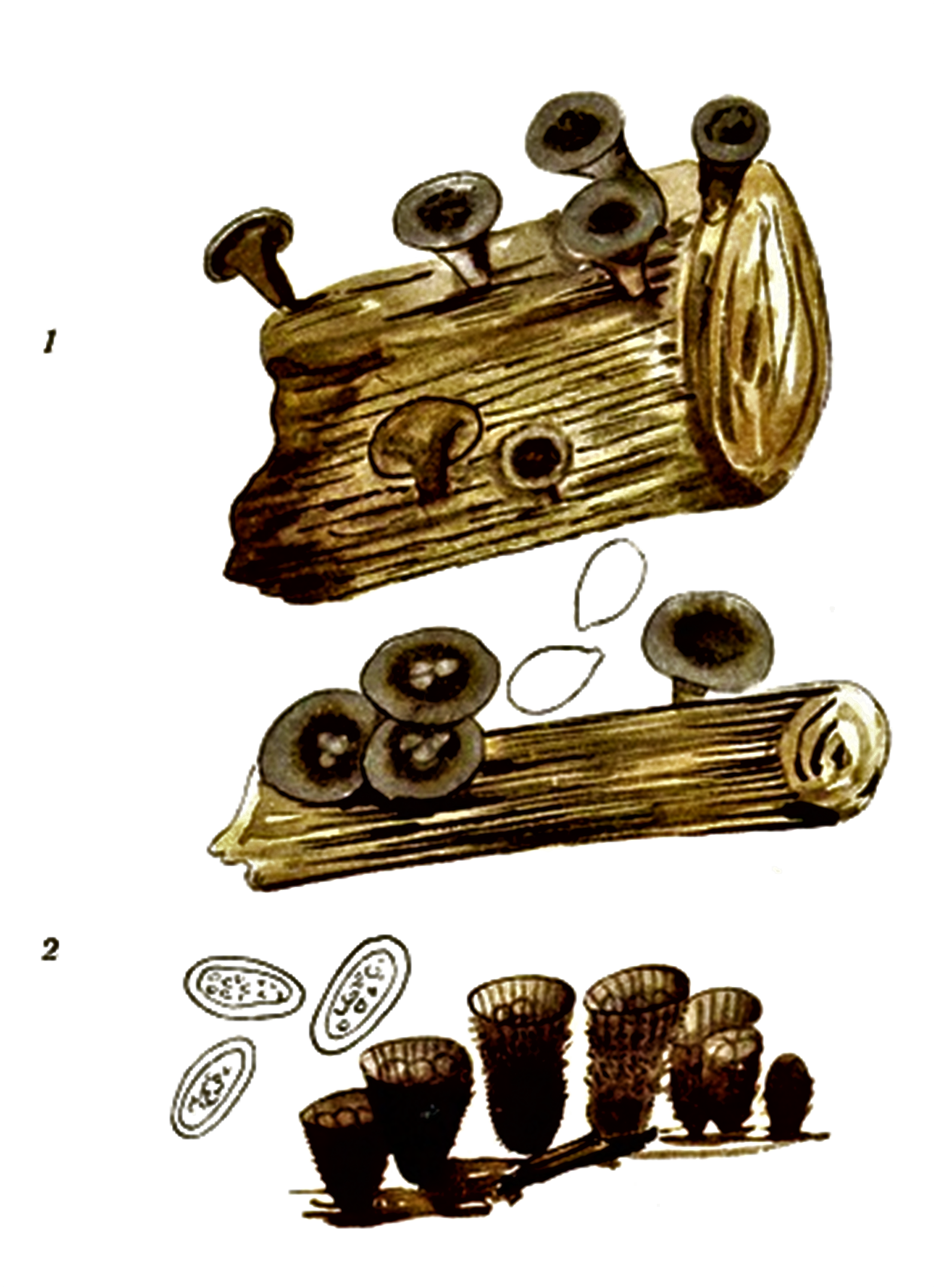
Bres.: 2. Cyathus striatus

- Corpul fructifer: este tare și subțire, inițial în formă de degetar negricios, acoperit de o epigramă (un fel de văl) alb și slab pâslos. După ce s luat forma de cupă sau cană mică care atinge un diametru de 1,5 până 2 cm și o înălțime de 1 cm, ocazional  mai mult, vălul se rupe, prezentând 4-8 peridiole (corpuri rotunjite sau lenticulare, un recipient în care se formează sporii, fiind diseminate în ansamblu și având o coajă durabilă și conectate printr-un fel de cordon ombilical pe interiorul peridiei, care se numește funiculus)[11] pe fund. Suprafața exterioară este acoperită de peri deși, lânos-pâsloși, maroniu-roșcați, ruginii, dar în vârstă brun-negricioși, aproape negri. Interiorul este lucios, striat grosier longitudinal, tapițat crem-albui până gălbui la exemplarele tinere, devenind la bătrânețe gol, cenușiu până gri-negricios. Marginea este arcuit crenată.
- Piciorul:  este absent.
- Carnea (gleba): recipientul este tare fibros până lemnos, brun pe dinăuntru și fără miros sau gust. Peridiolele cu diametrul de 0,1-0,2 cm sunt slab discoidale, în formă de linte, albicioase, fiind atașate de bazidiocarp până la maturitate prin funiculi (cordoane lungi, elastice de micelii) cu colorit alb. Ploaia spală peridiolele mature, favorizând astfel răspândirea sporilor. Privite de deasupra, peridiolele au aspectul unor ouă dintr-un cuib de pasăre.[4][5][6]
- Caracteristici microscopice: are spori netezi, cu pereți groși, alungit elipsoidali, granulați pe dinăuntru, hialini (translucizi), cu o mărime de 17-22 x 7-11 microni. Pulberea lor este albă. Bazidiile (celulele purtătoare ale sporilor), sunt clavate, cu tulpini lungi. De obicei dețin 4 spori care sunt sesili, adică atașați direct la suprafața bazidii, și nu în formă de sterigmă.[12]
- Reacții chimice: nu sunt cunoscute.[13]

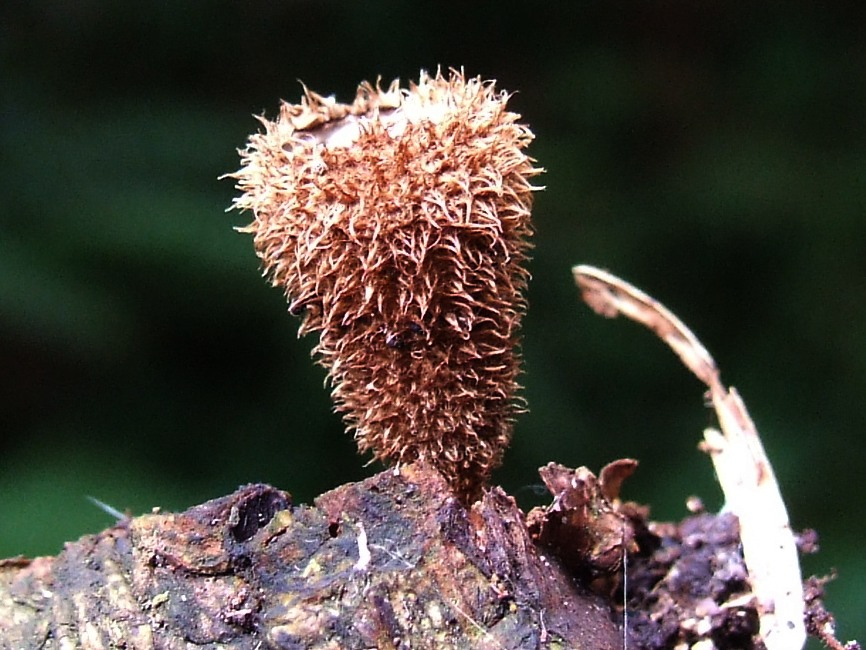
C.s striatus pe exterior
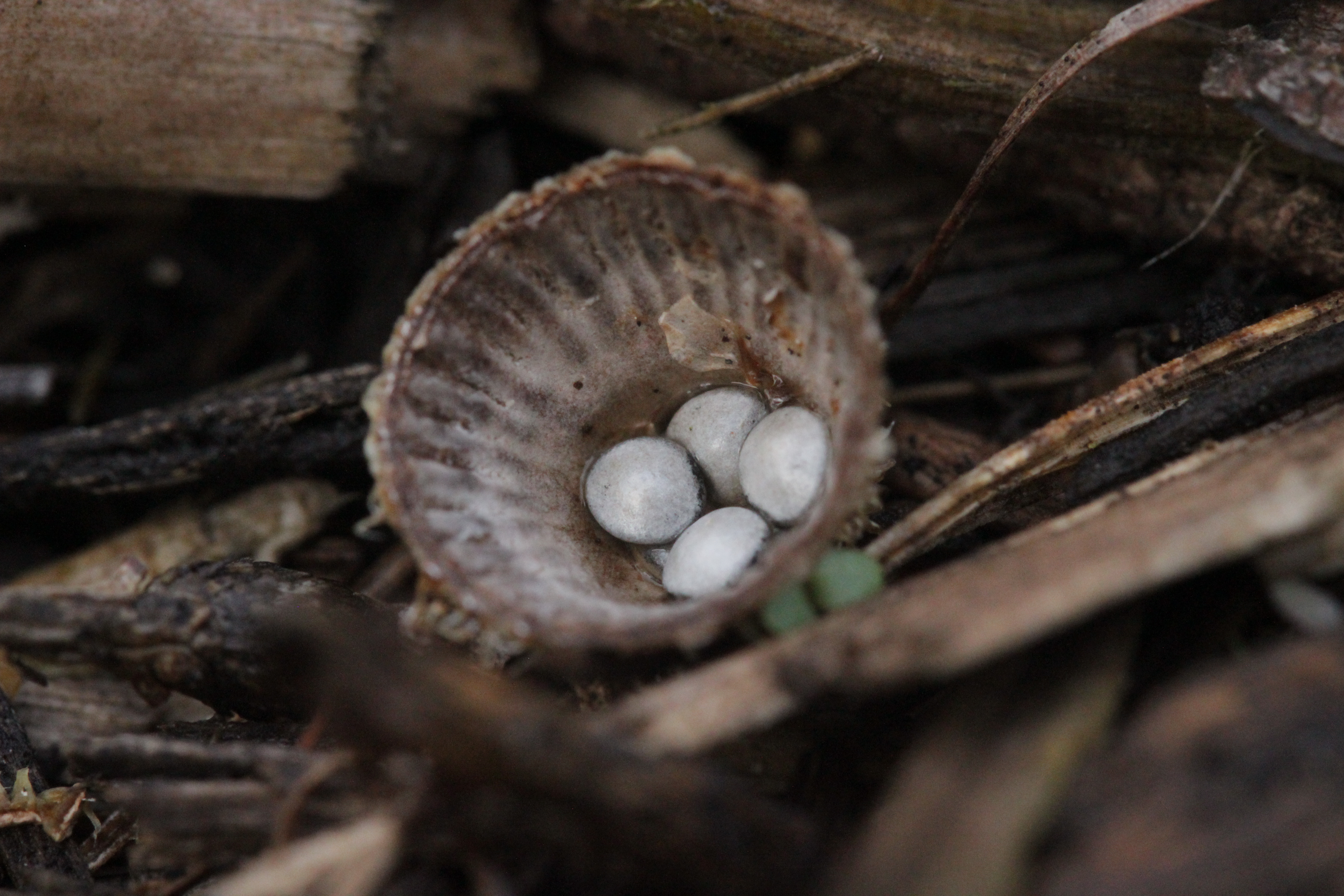
C. striatus, ciupercă matură pe interior
C. striatus tineri
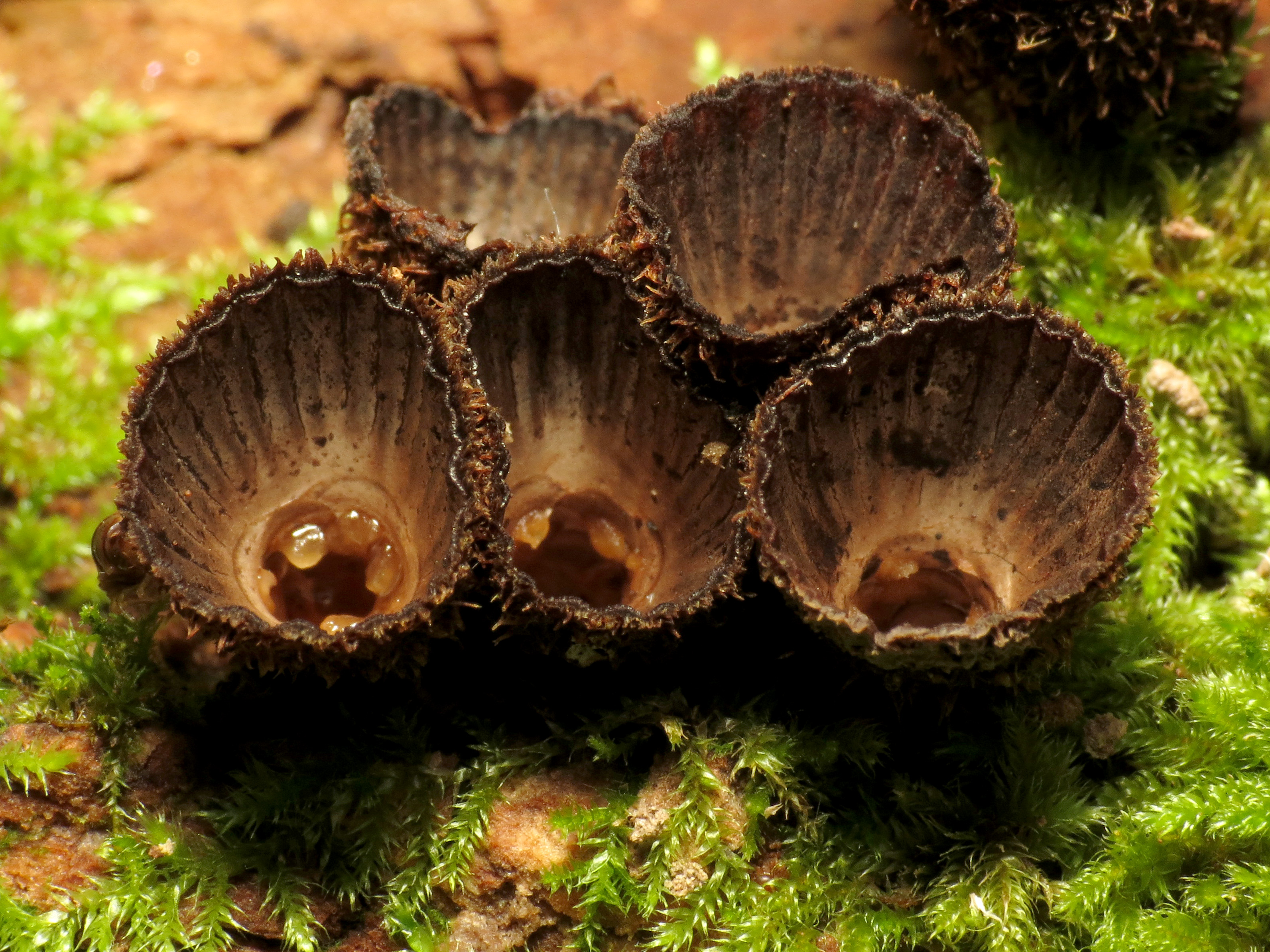
C. striatus bătrâni
Peridiolă, secțiune longitudinală
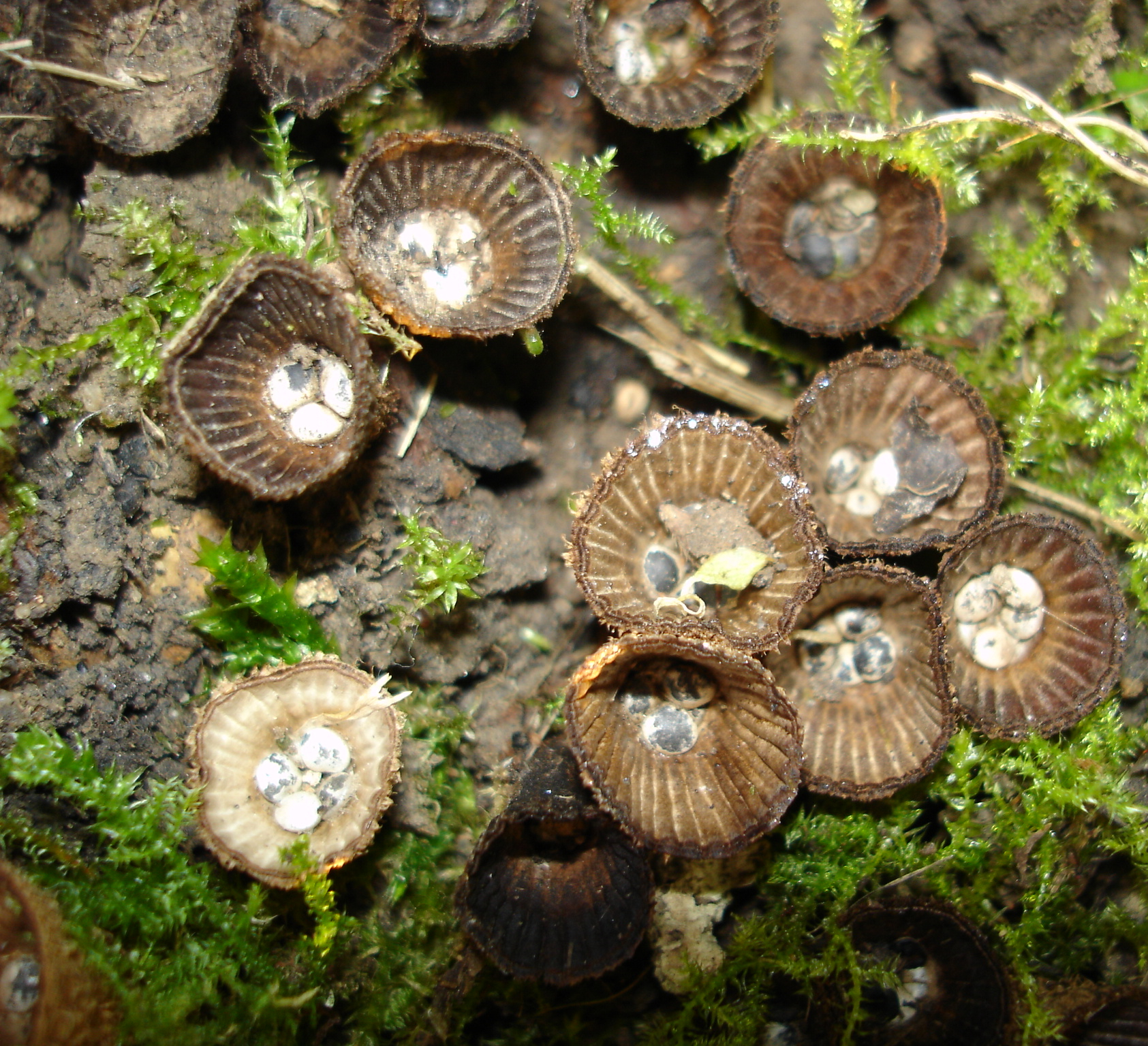
C. striatus, grup

## Confuzii
Ferdela pământului poate fi doar confundată cu specii înrudite, și ele absolut necomestibile, ca de exemplu cu Crucibulum laeve (cupă mai înaltă, perete interior neted, peridiole crem-gălbuie, văl galben portocaliu),  Cyathus olla sin. Cyatus vernicosus (perete interior neted, peridiole cenușii, mai turtite), Cyathus stercoreus (perete interior neted, peridiole brun-negricioase, chiar și negre, mai turtite) sau Sphaerobolus stellatus (perete interior neted portocaliu cu o singură  peridiolă mare care este catapultată afară la maturitate).

## Specii asemănătoare în imagini

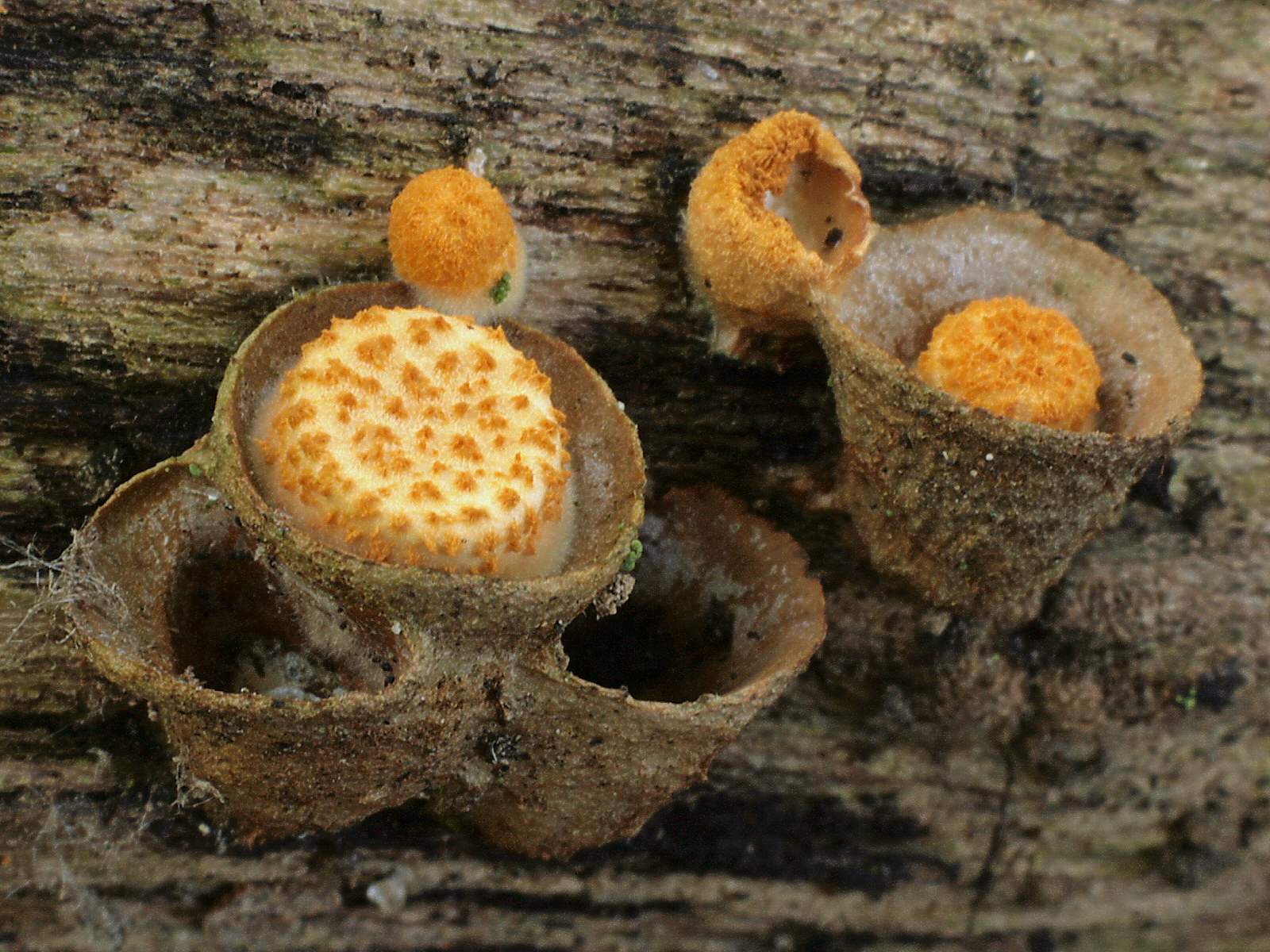
Crucibulum laeve
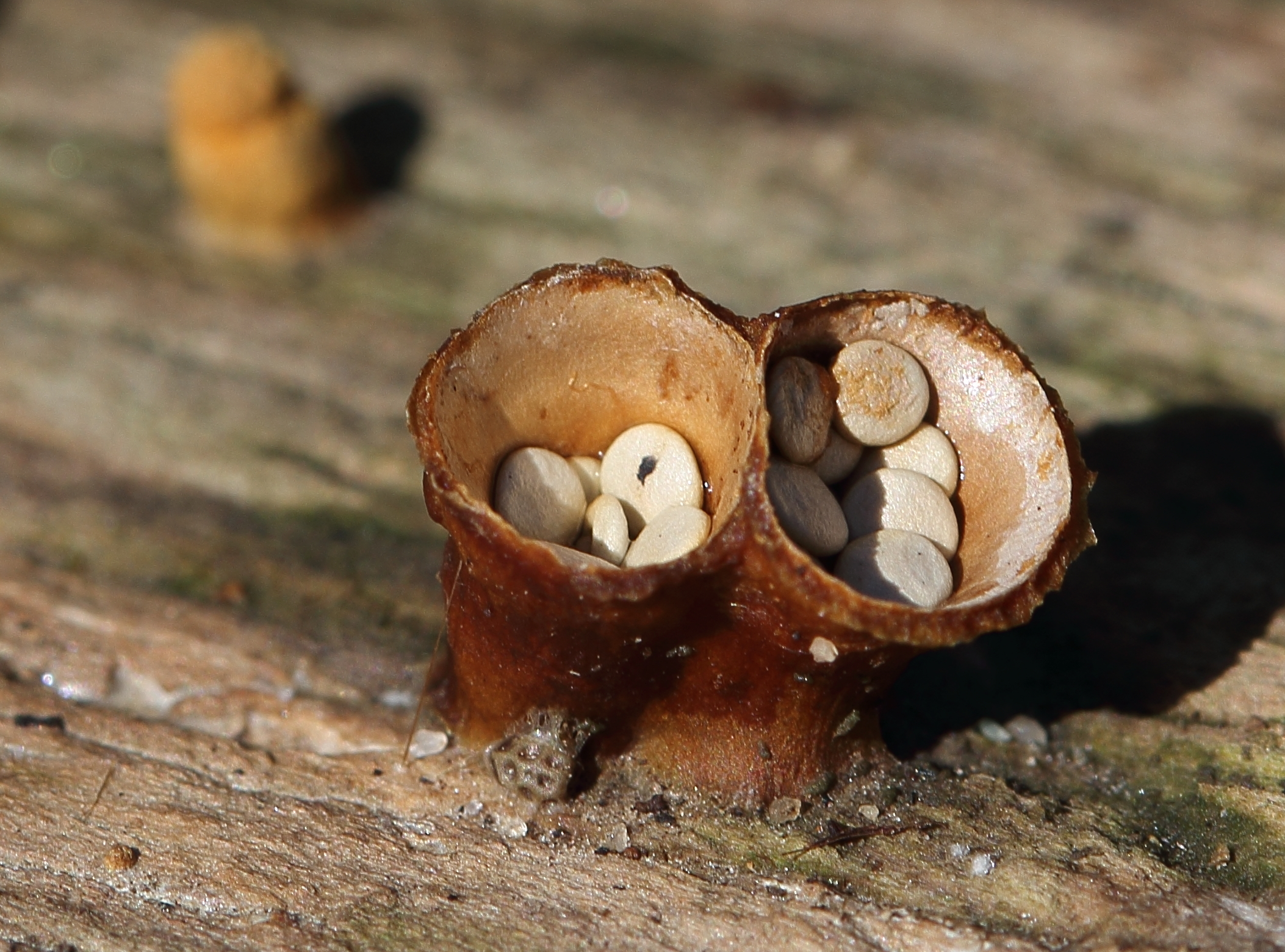
Cyathus olla sin. Cyathus vernicosus
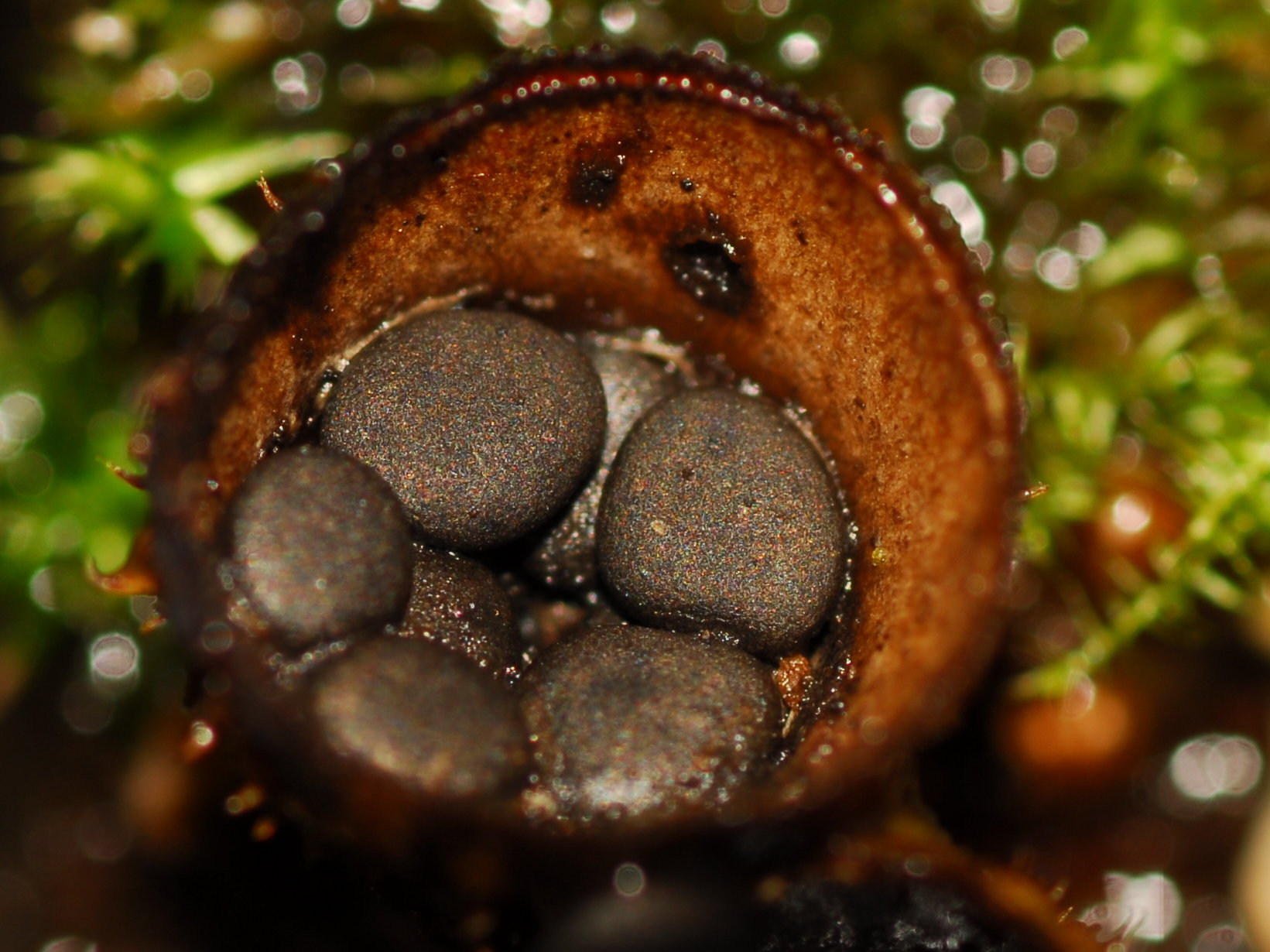
Cyathus stercoreus
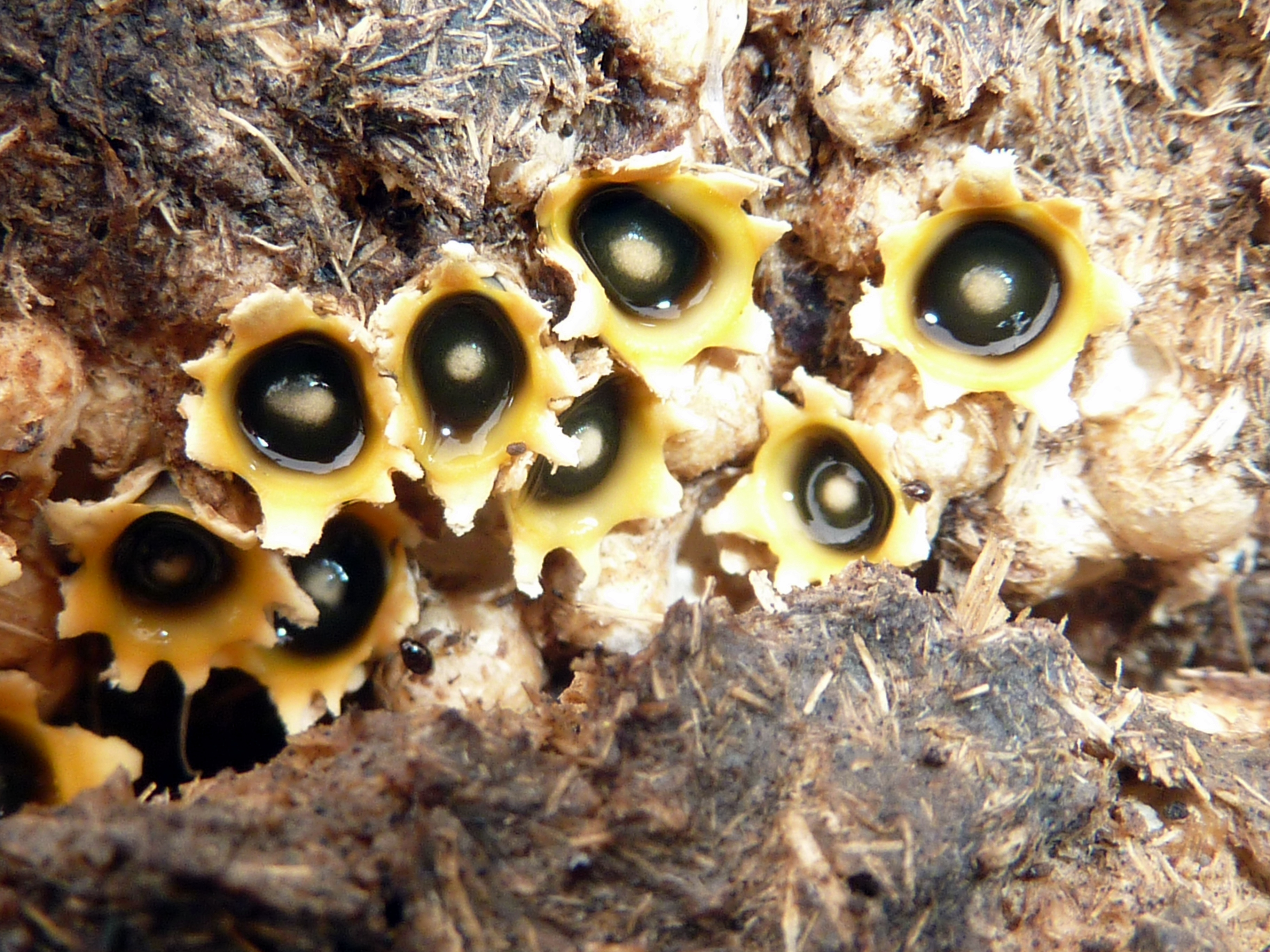
Sphaerobolus stellatus

## Valorificare
Cuiburile de pasăre sunt absolut necomestibile și de nici o valoare culinară, dar nu le distrugeți, ci, mult mai mult, admirați acest capriciu al naturii. 
Cyathus striatus s-a dovedit a fi o sursă bogată în compuși chimici bioactivi. În 1971 a fost raportat pentru prima dată calitatea pentru a produce substanțe indolice (compuși cu o structură de indol), precum și un complex de compuși antibiotici diterpenoizi, cunoscuți colectiv ca ciatine. Câțiva ani mai târziu, cercetările au relevat că compușii de substanțe indolice sunt acum cunoscute sub numele de striatină. Striatinele A, B și C au o activitate antibiotică împotriva ciupercilor imperfecte și diverselor bacterii Gram-pozitive și Gram-negative.